# Митрополит средњозападноамерички Фирмилијан
Фирмилијан (световно Станко Оцокољић; Властељице, код Лучана, 25. децембар 1909 —  Манастир Светог Саве у Либертивилу, 2. новембар 1992) био је први православни митрополит средњозападноамерички.

## Биографија
Рођен је на Божић, 25. децембра 1909. године (7. јануара 1910. по новом рачунању) у Каони, у породици свештеника Уроша Оцокољића. Његова мати Даринка такође је била из свештеничке породице.
Добивши основно и средње образовање, Станко је примљен у  Православну Духовну семинарију у Сарајеву, коју је окончао 1930. године.
Послије одслужења војног рока, Станко је ступио у брак с Надеждом Поповић.
Послије женидбе, Станко је рукоположен у чин ђакона, а затим у чин свештеника и именован за помоћника у парохији свога оца, протојереја Уроша, у селу Каони.
У првој години брака Станка је сустигла биједа: изгубио је жену, која је умрла у току порођаја. Даље образовање постало је циљ обудовалог свештеника, па је он ступио на Богословски факултет Београдског Универзитета. Рачунао је да ће по његовом окончању добити мјесто наставника религиозних дисциплина у једној од београдских школа.
Послије стицања дипломе богословије, о. Станко је био постављен за професора патрологије и грчког језика у Духовној семинарији у Цетињу, у Црној Гори.
Сљедеће године, о. Станко је био пострижен у монаштво у манастиру Светог Василија Острошког под именом Фирмилијан.
Почетком Другог свјетског рата, јеромонах Фирмилијан заједно с епископом Дионисијем (Миливојевићем) одлази у Српску православну епархију Америке и Канаде у САД.
Од 1941. године духовно је руководио Србе у Великој Британији. Осим тога, за вријеме Другог свјетског рата, био је лични духовник династије Карађорђевић, нарочито Његовом Краљевском Величанству Петру II, краљу Југославије у изгнанству.
Послије повратка у САД, Фирмилијан је био произведен у чин архимандрита у манастиру Светог Саве у  Либертивилу, држава Илиноис. Сљедећих година, као административни секретар епископа Дионисија, архимандрит Фирмилиан је учествовао у пастирском руковођењу многих већих српских православних општина у Америци.
Године 1945. архимандрит Фирмилијан учествовао је у формирању националне федерације општина српских сестара, којима је био одређен за духовног наставника.
За вријеме службовања у манастиру Светог Саве, архимандрит Фирмилијан имао је удјела у многим догађајима, међу којима можемо споменути предавања у семинарији, која се налазила на манастирком посједу, и помоћ у објављивању многих писаних дјела епископа Николаја (Велимировића).
Боравећи највећим дијелом у манастиру, архимандрит Фирмилијан стекао је звање доктора филозофије на катедри историје Чикашког универзитета, одбранивши докторску дисертацију о Законику Стефана Душана.
Он је такође одиграо важну улогу у стварању Сталне Конференције Канонских Православних Епископа у Америци (SCOBA), коју је осмислио архиепископ Јаков (Кукузис). Архимандрит Фирмилијан је био изабран за првог административног секретара те конференције.
Свети синод Српске православне цркве избрао је архимандрита Фирмилијана за митрополита новосаздане Среднозападноамеричке митрополије, 27. јула 1963. године.
Хиротнија архимандрита Фирмилијана у митрополски чин обављена је 1. августа 1963. године у катедралном храму Светог Саве у Милвокију, држава Висконсин.
Избор и хиротонија епископа Фирмилијана десили су се у тешким временима. Епископ Дионисије (Миливојевић), који је управљао српским парохијама у САД, престао је да се потчињава Синоду Српске православне цркве у Југославији, изјављујући да комунисти покушавају да контролишу Америчку епархију. Послије забране, Епископ Дионисије је са појединим свештеницима и мирјанима формирао неканонску Слободну Српску православну цркву.
Митрополит Фирмилијан је руководио епархијом током тог периода више од 16 година. Епископ Дионисије се обратио суду, гдје су се двије групе бориле за контролу над црквном имовином у Сједињеним државама, све док Врховни суд САД није донио рјешење у корист митрополита Фирмилијана, 1979. године.
Године 1988. митрополит Фирмилијан је био награђен орденом Светог Саве првог степена, највећом наградом Српске православне цркве.
Преминуо је 2. новембра 1992. године у Либертивилу у 82. години живота.